# Leendert Schouten
Leendert Schouten (Dordrecht, 1 januari 1828 – Utrecht, 14 juni 1905) was een Nederlandse predikant. Hij is vooral bekend als oprichter van het Bijbels Museum.

## Levensloop
Schouten werd geboren in het welvarende gezin van een handelaar. Zijn moeder overleed toen hij twaalf was. In zijn tienertijd bouwde hij een klein poppentheater, een zogenaamd tafeltheater. Dat is bewaard gebleven en tegenwoordig te bezichtigen in het poppenspelmuseum La Condola in Haarlem. Pas op zijn zeventiende – relatief laat – kreeg Schouten toestemming van zijn vader om theologie te gaan studeren. Om het Hebreeuws en Latijn onder de knie te krijgen werd hij in 1846 in huis geplaatst bij een hervormd predikant in Haaksbergen.

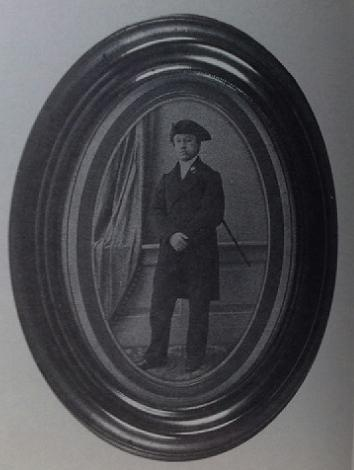
Schouten op jongere leeftijd

Van 1849 tot 1854 studeerde Schouten in Utrecht. Hij raakte gefascineerd door de Bijbelse Tabernakel en besloot deze op schaal na te bouwen. Als welgestelde student kon hij zich de aanschaf van materialen daarvoor veroorloven. Op 18 september 1851 was de Utrechtse predikant J.F. van Hoogstraten de eerste bezoeker van de Tabernakel die in een bovenkamer in het huis van Schouten tentoongesteld stond.
Schouten begon in 1854 te werken in de hervormde kerk van Koudekerke. Later volgden Vianen (1857), Veenendaal (1862), Apeldoorn (1863), Harderwijk (1867), Rotterdam (1873) en Utrecht (1879). Tot zijn emeritaat in 1894 zou hij daar werkzaam blijven. De Tabernakel reisde steeds mee en werd iedere keer in de pastorie tentoongesteld. In Apeldoorn behoorden ook leden van het koninklijk huis tot de kerkelijke gemeente van Schouten. Ook bezochten verschillende leden – namelijk koningin Sophie, prins Wilhelm, prins Alexander en prinses Pauline van Saksen- Weimar – de Tabernakel. Een verhaal gaat dat ook koning Willem III de Tabernakel wilde bezichtigen, maar verschoond wilde blijven van de stichtelijke uitleg van Schouten. Dit was voor hem een reden om de koning niet uit te nodigen.

### Familie
Hij trouwde op 8 oktober 1863 met Elisabeth Jacomina Couvée. In totaal kregen zij samen zes kinderen, van wie er één kort na de geboorte overleed. Zijn oudste zoon Hubertus werd ook predikant. Deze was homoseksueel en kon niet met zijn gevoelens omgaan. In 1903 werd hij wegens ziekte eervol ontslagen als predikant. Hij raakte in een sociaal isolement en moest in 1911 uitwijken naar België, omdat hij werd aangeklaagd door justitie, aangezien hij zich in een pamflet gekeerd had tegen het wetsartikel 248-bis, dat seksuele omgang van mannen met mannen of jongens onder de 21 jaar verbood.

### Positie binnen de kerk
Binnen de kerk behoorde Schouten tot de conservatieve stroming die zich keerde tegen veel moderne standpunten, zoals de Schriftkritiek en de leervrijheid. Aanvankelijk stond hij sympathiek ten opzichte van de stroming van Abraham Kuyper. Hij stond in correspondentie met hem. Deze kwam ook de Tabernakel bezichtigen. De polariserende stijl van Kuyper en de laatdunkende opmerkingen over de Utrechtse theologische faculteit stuitte Schouten echter tegen de borst. Hij brak definitief met Kuyper toen deze stelling nam tegen het zingen van gezangen. Schouten was daar juist een warm voorstander van. Tijdens de Doleantie in Utrecht, die het gehele jaar 1886 voor veel onrust zorgde en in maart 1887 tot een definitieve breuk leidde, was Schouten een van de felste tegenstanders van de afscheiding.

## Op- en uitbouw Bijbels Museum

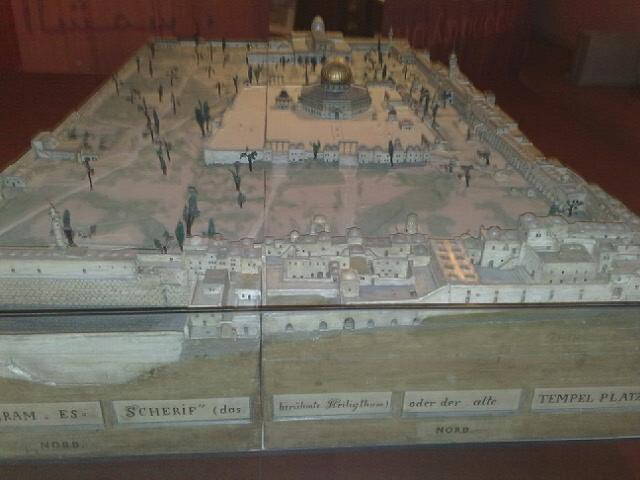
Model van de Tempelberg, zoals het lange tijd te bezichtigen was in het Bijbels Museum

Intussen was Schouten overgegaan tot het verzamelen van voorwerpen met een link naar de bijbel. Deze werden hem voor een belangrijk deel overhandigd door mensen die een bezoek brachten aan Palestina en/of omliggende landen. Schouten had een uitgebreide collectie van planten en opgezette dieren die in de bijbel voorkomen. Verschillende Egyptische beeldjes werden hem opgestuurd door de Nederlandse consul in Alexandrië. Vooral via de Zwitserse architect Conrad Schick kreeg hij veel materiaal toegezonden, waaronder een steen die tijdens een aardbeving van de klaagmuur was losgeraakt. De architect vervaardigde in 1879 in opdracht van Schouten een model van de Tempelberg op schaal. Ook verkreeg de predikant via hem een exemplaar van een doodsbeenderenkist van kalksteen die kort daarvoor in een grafspelonk in Jeruzalem was gevonden. Aan andere voorwerpen kwam Schouten door deze te kopen op veilingen in binnen- en buitenland.
Schouten stelde in Utrecht zijn huis eenmaal in de twee weken open voor bezoekers. Er kwamen steeds meer groepen die de verzameling kozen als doel van hun jaarlijkse uitstapje. Bij de Tabernakel hield de predikant altijd een stichtelijke overdenking. Vermoedelijk hebben in de Utrechtse periode enkele tienduizenden mensen de tentoonstelling bezocht. Een van de laatsten die een rondleiding van Schouten kreeg was koningin Emma.
Hij was bang dat na zijn overlijden zijn verzameling uit elkaar zou vallen. Daarom had hij ervoor gezorgd dat deze in een stichting werd ondergebracht, met als doel de collectie bij elkaar te houden in een museum. Dit museum ging uiteindelijk pas op 10 juni 1925 in Amsterdam open.
- Digitale Bibliotheek voor de Nederlandse Letteren: scho215
- Gemeinsame Normdatei: 1262262984
- International Standard Name Identifier: 0000 0000 6988 3172
- Nationale Bibliotheek van Israël: 987007267873505171
- Nederlandse Thesaurus van Auteursnamen: 070296820
- Virtual International Authority File: 98191763